# Osebergtapetet
Osebergtapetet er et fragment af en gobelin, der blev fundet vikingeskibet i Oseberggraven i Norge.
Tapetet er dateret til omkring år 834, og det var sandsynligvis del af gravofringerne. Det er i dårlig stand, hvilket resulterede i at det tog mange år at få frigjort og konserveret.
Fragmenterne indeholder billeder af to sorte fugle, der flyver over en hest, som sandsynligvis trækker en vogn (som en del af en procession af hestetruknevogne). Anne Stine Ingstad fortolker fuglene som Hugin og Munin der flyver også en vogn med et billede af Odin iført en hjelm med horn, der kan sammenlignes med billederne af Nerthus der blev beskrevet af Tacitus i år 98.
Tapetet var et blandt flere tekstil-fund der blev gjort ved udgravningen af Osebergskubet i 1903. Andre fund inkluderer tæpper, gardiner og tapeter. De fleste er broderet med mytisk motiver eller kampscener. Der er ingen afbildningerne af skibets ejer. Tapetet er i en stil, der minder om den som findes på Bayeux-tapetet.
Udgravninger af vikingegrave har vist, at vikingerne skattede dyre tekstiler, og skaffede dem via handel. Deres tøj kunne være dekoreret med broderi og nogle gange med guldtråd.

## Galleri
- Fragment af Osebergtapetet
- Rekonstruktion af Osebergtapetet